# 山本隆志
山本 隆志（やまもと たかし、1947年4月8日 - ）は、日本の日本史学者。筑波大学名誉教授。専攻は日本中世史。

## 略歴
群馬県生まれ。1971年東京教育大学史学科卒、1976年同大学院文学研究科博士課程中退。1993年「荘園公領制展開過程の研究」で筑波大学博士（文学）。筑波大学助教授、教授、2012年定年退官、名誉教授。

## 著書
- 『荘園制の展開と地域社会』（刀水書房） 1994
- 『新田義貞 関東を落すことは子細なし』（ミネルヴァ書房、ミネルヴァ日本評伝選） 2005
- 『東国における武士勢力の成立と展開 東国武士論の再構築』（思文閣出版） 2012
- 『山名宗全 金吾は鞍馬毘沙門の化身なり』（ミネルヴァ書房、ミネルヴァ日本評伝選） 2015
- 『北条時頼 誤りて征夷の権を執る』（ミネルヴァ書房、ミネルヴァ日本評伝選） 2024

### 編著
- 『群馬県の歴史』（西垣晴次・丑木幸男共編、「県史」山川出版社） 1997、第2版2013
- 『那須与一伝承の誕生 歴史と伝説をめぐる相剋』（編著、ミネルヴァ書房） 2012
- 『日本中世政治文化論の射程』（編、思文閣出版） 2012

### 論文
- 山本隆志